# 苄基鉀
苄基鉀（Benzyl potassium）是化學式為C6H5CH2K的有機化合物，由苄基（去掉一個氫原子的甲苯）和鉀組成，是有強鹼性的橘色固體，只能存放在碳氫化合物的溶劑中。苄基鉀對空氣有高度敏感性。

## 製備
早期的製備方式是由对甲苯基汞的二步转移金属化反應而產：
(CH3C6H4)2Hg  +  2 K   →   2 CH3C6H4K   +  Hg
CH3C6H4K    →   KCH2C6H5
現代製備方式是由丁基鋰、叔丁醇钾及甲苯反應而得，或是以六甲基二锡為催化劑，讓甲苯和鉀反應來製備。

## 用途
苄基鉀常用來製備鉀鹽，雖然氢化钾也是強鹼，可以製備鉀鹽，但苄基鉀是分子，因此反應更快。
苄基鉀可以將咪唑鹽去質子化，變成卡宾。